# نورمان كورتيس
نورمان كورتيس (بالإنجليزية: Norman Curtis)‏ (10 سبتمبر 1924 في المملكة المتحدة - 7 سبتمبر 2009) هو مدرب كرة قدم ولاعب كرة قدم بريطاني (وحمل سابقاً جنسية المملكة المتحدة لبريطانيا العظمى وأيرلندا) في مركز الدفاع. لعب مع شيفيلد وينزداي ونادي دونكاستر روفرز ونادي غاينسبورو ترينيتي وBuxton F.C. ‏.

## وصلات خارجية
- نورمان كورتيس على موقع قاعدة بيانات كرة القدم.إي يو (الإنجليزية)